# 指梯形蟹
指梯形蟹（学名：Trapezia digitalis）为梯形蟹属的动物。梯形蟹属舊屬扇蟹科，今屬梯形蟹科。分布于本种广泛地分布于整个印度-太平洋热带区以及中国大陆的西沙群岛、海南岛等地，生活环境为海水，多生活于珊瑚枝丛间。

## 外部連結
- 維基物種上的相關：指梯形蟹